# Polynôme de Jacobi
En mathématiques, les polynômes de Jacobi sont une classe de polynômes orthogonaux. Ils sont obtenus à partir des séries hypergéométriques dans les cas où la série est en fait finie :
{\displaystyle P_{n}^{(\alpha ,\beta )}(z)={\frac {(\alpha +1)_{n}}{n!}}\,_{2}F_{1}\left(-n,1+\alpha +\beta +n;\alpha +1;{\frac {1-z}{2}}\right),}
où {\displaystyle (\alpha +1)_{n}\,} est le symbole de Pochhammer pour la factorielle croissante, (Abramowitz & Stegun p561.) et ainsi, on a l'expression explicite
{\displaystyle P_{n}^{(\alpha ,\beta )}(z)={\frac {\Gamma (\alpha +n+1)}{n!\Gamma (\alpha +\beta +n+1)}}\sum _{m=0}^{n}{n \choose m}{\frac {\Gamma (\alpha +\beta +n+m+1)}{\Gamma (\alpha +m+1)}}\left({\frac {z-1}{2}}\right)^{m},}
pour laquelle la valeur finale est
{\displaystyle P_{n}^{(\alpha ,\beta )}(1)={n+\alpha  \choose n}.}
Ici, pour l'entier {\displaystyle n\,}
{\displaystyle {z \choose n}={\frac {\Gamma (z+1)}{\Gamma (n+1)\Gamma (z-n+1)}},}
et {\displaystyle \Gamma (z)\,} est la fonction gamma usuelle, qui possède la propriété
{\displaystyle 1/\Gamma (n+1)=0\,} pour {\displaystyle n=-1,-2,\dots \,}. Ainsi,
{\displaystyle {z \choose n}=0\quad {\hbox{pour}}\quad n<0.}

## Propriétés
Les polynômes ont la relation de symétrie {\displaystyle P_{n}^{(\alpha ,\beta )}(-z)=(-1)^{n}P_{n}^{(\beta ,\alpha )}(z)} ; ainsi, l'autre valeur finale est
{\displaystyle P_{n}^{(\alpha ,\beta )}(-1)=(-1)^{n}{n+\beta  \choose n}.}
Pour un nombre réel {\displaystyle x}, le polynôme de Jacobi peut aussi être écrit sous la forme
{\displaystyle P_{n}^{(\alpha ,\beta )}(x)=\sum _{s}{n+\alpha  \choose s}{n+\beta  \choose n-s}\left({\frac {x-1}{2}}\right)^{n-s}\left({\frac {x+1}{2}}\right)^{s}}
où {\displaystyle s\geq 0\,} et {\displaystyle n-s\geq 0\,}.
Dans le cas particulier où les quatre quantités
{\displaystyle n}, {\displaystyle n+\alpha }, {\displaystyle n+\beta } et
{\displaystyle n+\alpha +\beta } sont des nombres entiers positifs,
le polynôme de Jacobi peut être écrit sous la forme
{\displaystyle P_{n}^{(\alpha ,\beta )}(x)=(n+\alpha )!(n+\beta )!\sum _{s}\left[s!(n+\alpha -s)!(\beta +s)!(n-s)!\right]^{-1}\left({\frac {x-1}{2}}\right)^{n-s}\left({\frac {x+1}{2}}\right)^{s}.}
La somme sur {\displaystyle s\,} s'étend sur toutes les valeurs entières pour lesquelles les arguments des factorielles sont positives.
Cette forme permet l'expression de la matrice D de Wigner {\displaystyle d_{m'm}^{j}(\phi )\;}
({\displaystyle 0\leq \phi \leq 4\pi }) en termes de polynômes de Jacobi
{\displaystyle d_{m'm}^{j}(\phi )=\left[{\frac {(j+m)!(j-m)!}{(j+m')!(j-m')!}}\right]^{1/2}\left(\sin {\frac {\phi }{2}}\right)^{m-m'}\left(\cos {\frac {\phi }{2}}\right)^{m+m'}P_{j-m}^{(m-m',m+m')}(\cos \phi ).}
Orthogonalité
Les polynômes de Jacobi vérifient la conditions d'orthogonalité
{\displaystyle \int _{-1}^{1}(1-x)^{\alpha }(1+x)^{\beta }P_{m}^{(\alpha ,\beta )}(x)P_{n}^{(\alpha ,\beta )}(x)\,\mathrm {d} x={\frac {2^{\alpha +\beta +1}}{2n+\alpha +\beta +1}}{\frac {\Gamma (n+\alpha +1)\Gamma (n+\beta +1)}{\Gamma (n+\alpha +\beta +1)n!}}\delta _{nm},\qquad \alpha ,\ \beta >-1.}
Les polynômes de Jacobi ne sont pas orthonormés par rapport à la fonction poids d'orthogonalité. Cela peut être corrigé en divisant la racine carrée du facteur dans le membre à droite de l'égalité, pour {\displaystyle n=m}.
Malgré cela, on peut aussi normaliser de façon alternative est parfois préférée pour sa simplicité :
{\displaystyle P_{n}^{(\alpha ,\beta )}(1)={n+\alpha  \choose n}.}
Dérivées
La {\displaystyle k}-ème dérivée de l'expression explicite conduit à
{\displaystyle {\frac {\mathrm {d} ^{k}}{\mathrm {d} z^{k}}}P_{n}^{(\alpha ,\beta )}(z)={\frac {\Gamma (\alpha +\beta +n+1+k)}{2^{k}\Gamma (\alpha +\beta +n+1)}}P_{n-k}^{(\alpha +k,\beta +k)}(z).}
Relations de récurrence
Pour {\displaystyle \alpha }, {\displaystyle \beta } donnés fixes, on a une relation de récurrence d'ordre 3 pour les polynômes de JacobiPierre Aroutcheff, Perfectionnement au go : le travail des pierres, Paris, éditions Chiron, 1995, 2e éd. (ISBN 2-7027-0511-1).:
{\displaystyle {\begin{aligned}&2n(n+\alpha +\beta )(2n+\alpha +\beta -2)P_{n}^{(\alpha ,\beta )}(z)\\&\qquad =(2n+\alpha +\beta -1)\left\{(2n+\alpha +\beta )(2n+\alpha +\beta -2)z+\alpha ^{2}-\beta ^{2}\right\}P_{n-1}^{(\alpha ,\beta )}(z)-2(n+\alpha -1)(n+\beta -1)(2n+\alpha +\beta )P_{n-2}^{(\alpha ,\beta )}(z),\end{aligned}}}
pour {\displaystyle n=2,3,\ldots }. En notant {\displaystyle a:=n+\alpha }, {\displaystyle b:=n+\beta } et {\displaystyle c:=a+b=2n+\alpha +\beta }, l'égalité se réécrit en termes de {\displaystyle a,b,c}
{\displaystyle 2n(c-n)(c-2)P_{n}^{(\alpha ,\beta )}(z)=(c-1)\left\{c(c-2)z+(a-b)(c-2n)\right\}P_{n-1}^{(\alpha ,\beta )}(z)-2(a-1)(b-1)c\;P_{n-2}^{(\alpha ,\beta )}(z).}
Puisque les polynômes de Jacobi peuvent être décrits avec la fonction hypergéométrique, on déduit les récurrences sur les polynômes de Jacobi à partir de celles de la fonction hypergéométrique. En particulier, les relations contigues de Gauss correspondent aux identitésPierre Aroutcheff, Perfectionnement au go : le travail des pierres, Paris, éditions Chiron, 1995, 2e éd. (ISBN 2-7027-0511-1).
{\displaystyle {\begin{aligned}(z-1){\frac {d}{dz}}P_{n}^{(\alpha ,\beta )}(z)&={\frac {1}{2}}(z-1)(1+\alpha +\beta +n)P_{n-1}^{(\alpha +1,\beta +1)}\\&=nP_{n}^{(\alpha ,\beta )}-(\alpha +n)P_{n-1}^{(\alpha ,\beta +1)}\\&=(1+\alpha +\beta +n)\left(P_{n}^{(\alpha ,\beta +1)}-P_{n}^{(\alpha ,\beta )}\right)\\&=(\alpha +n)P_{n}^{(\alpha -1,\beta +1)}-\alpha P_{n}^{(\alpha ,\beta )}\\&={\frac {2(n+1)P_{n+1}^{(\alpha ,\beta -1)}-\left(z(1+\alpha +\beta +n)+\alpha +1+n-\beta \right)P_{n}^{(\alpha ,\beta )}}{1+z}}\\&={\frac {(2\beta +n+nz)P_{n}^{(\alpha ,\beta )}-2(\beta +n)P_{n}^{(\alpha ,\beta -1)}}{1+z}}\\&={\frac {1-z}{1+z}}\left(\beta P_{n}^{(\alpha ,\beta )}-(\beta +n)P_{n}^{(\alpha +1,\beta -1)}\right)\,.\end{aligned}}}
Fonction génératrice
Le fonction génératrice des polynômes de Jacobi est :
{\displaystyle \sum _{n=0}^{\infty }P_{n}^{(\alpha ,\beta )}(z)t^{n}=2^{\alpha +\beta }R^{-1}(1-t+R)^{-\alpha }(1+t+R)^{-\beta },}
où
{\displaystyle R=R(z,t)=\left(1-2zt+t^{2}\right)^{\frac {1}{2}}~,}
et la Branche principale de la racine carrée est choisie de sorte que {\displaystyle R(z,0)=1}Pierre Aroutcheff, Perfectionnement au go : le travail des pierres, Paris, éditions Chiron, 1995, 2e éd. (ISBN 2-7027-0511-1)..